# Henri Pirenne
Henri Pirenne (23. prosince 1862 Verviers – 24. října 1935 Uccle) byl belgický historik.
Absolvoval Lutyšskou univerzitu a poté učil až do roku 1930 na Gentské univerzitě. Během okupace Belgie Německem se stal prominentním představitelem belgického nenásilného odporu, v letech 1916–1918 byl v německém zajetí.
Jakožto historik byl zaměřením medievista. Přispel například k poznání vzniku středověkého města, pozice islámu v Evropě. Sepsal také rozsáhlé (a nedokončené) dílo Histoire de l'Europe des invasions au XVIe siècle a ve své vlasti se stal národním hrdinou kvůli sepsání sedmisvazkového díla Histoire de Belgique. Jeho dílo se stalo značně vlivné, vycházela z něho mimo jiné i škola Annales.

## Online dostupná díla
- PIRENNE, Henri. Středověká města. Překlad Bedřich Mendl. Praha: Historický klub, 1928. 218 s. Dostupné online.